# Волость Любецкий Рожок
Волость Любецкий Рожок — историческая административно-территориальная единица Владимирского уезда Замосковного края Московского царства.
Дворцовая волость. Была расположена в северо-западном краю уезда по Юрьевскому и Переяславскому рубежам, среднему течению реки Пекши, в пределах позже образованного на этой территории Покровского уезда Владимирской губернии. Происхождение названия неясно. 
В правобережье Клязьмы дворцовая волость Любецкий Рожок соседствовала с западными районами Стародубского княжества. Рубежом выступала река Нерехта: к востоку от неё лежали владения стародубских князей, земли к западу от реки относились к Владимиру.